# Sonia y Selena
Sonia y Selena es un dúo femenino de pop formado en 2000, constituido por Sonia Basseda Cárdenas, más conocida como Sonia Madoc (Barcelona, 23 de octubre de 1975), y por Bárbara Selena Rodríguez Parra, más conocida como Selena Leo (Castellón, 23 de agosto de 1976). 
Dieron el salto a la fama con su álbum Yo quiero bailar, publicado en 2001. Pero un año más tarde, a mediados de 2002, el grupo se disolvió y ambas comenzaron sus carreras en solitario. Volvieron a unirse en el año 2011, para volver a grabar el éxito Yo quiero bailar, con motivo del décimo aniversario.En 2024, confirmaron su regreso con una nueva gira que tendrá inicio el 26 de octubre en el Festival LOCO BONGO de Barcelona, celebrado en el Palau Sant Jordi.  Un mes más tarde, se anunció su participación en el Benidorm Fest 2025.

## Historia

### 2000-2002: Éxito,Yo quiero bailary disolución
El dúo, conformado por Sonia y Selena nació en 2000. Las dos jóvenes de 26 y 25 años participaron en la preselección española de Eurovisión 2001, pero no fueron seleccionadas. Posteriormente sacaron al mercado su primer álbum de estudio "Yo quiero bailar" del que vendieron más de 1.500.000 de copias en España y Latinoamérica en el verano de 2001, con el que consiguieron varios Discos de Oro y de Platino. Este sencillo ha aparecido en múltiples recopilatorios del verano como Disco estrella 2001 y Caribe 2001. Lograron ser la canción del verano de ese año 2001 y tuvieron un gran éxito y repercusión en toda Europa.
Una vez acabado el año con numerosos premios, surgieron los rumores de la posible separación del grupo, rumores que luego fueron confirmados en los primeros meses de 2002 por las cantantes. Los motivos de la separación fueron las continuas peleas y el choque de caracteres. Finalmente, en la primavera de 2002, el grupo se disolvía.

### 2011: Reunión
En el año 2010, Sonia Madoc quiso reunir al dúo Sonia & Selena para celebrar el décimo aniversario. Las sospechas sobre la vuelta se confirmaron finalmente cuando se las vio entrando a una sesión de fotos y colgaron en las redes sociales algunas de las fotos sacadas en el estudio de música. En el año 2011 regresaron como candidatas para representar nuevamente a España en Eurovisión, pero, tras no cumplir la normativa del casting, TVE decidió excluirlas al igual que a otras voces. En verano 2011 presentaron dos nuevas versiones de su éxito  "Yo quiero bailar ". La primera, con el título  "Yo quiero bailar 2011 Reloaded Radio Mix", fue versionada en el género musical EDM; y la segunda, "Yo quiero bailar XTM Radio Mix", en el género house-electrónico, bajo el sello Blanco y Negro Music. Finalmente, Selena Leo decidió abandonar definitivamente el dúo, siendo el regreso un regalo puntual para los fanes. Fue el próximo año cuando, Sonia, ya sin Selena, grabó un nuevo tema que inicialmente iban a grabar las dos para dar continuidad al dúo, 'Bienvenido a la fiesta', cuyo objetivo era recuperar el éxito obtenido con "Yo quiero bailar".

### 2024-presente: Regreso y Benidorm Fest 2025
Tras una larga etapa donde ambas continúan con sus proyectos en solitario, Sonia y Selena anunciaron su regreso en junio de 2024. El regreso del dúo ha sido impulsado por la insistencia de sus seguidores y las propuestas recibidas de diversos festivales en el último año; además del deseo del dúo de reunirse, tanto en el plano profesional como personal. Ambas concedieron una entrevista en el medio 20 Minutos, donde Sonia dijo sentirse “con energías renovadas” y con “ilusión de actuar juntas de nuevo”. Selena, por su parte manifiesta que el reencuentro “nace desde la serenidad, desde el amor y desde el agradecimiento a nuestros fans”.
El 12 de noviembre de 2024, fueron anunciadas como participantes del Benidorm Fest 2025, festival para elegir a la canción que representará a España en el Festival de la Canción de Eurovisión 2025.

## Carreras en solitario
Selena comenzó su carrera en solitario con dos discos de aceptable éxito, obteniendo otro Disco de Oro por vender más de 100.000 copias. En 2005 participó en la segunda edición del reality show "La Granja", siendo la segunda expulsada, lo que solo le permitió una permanencia de dos semanas.
Sonia después de seis años retirada de la esfera pública, regresó en 2007 anunciando la preparación de un nuevo disco pop-dance al estilo de "Sonia & Selena" para el verano de 2008, disco que finalmente no vio la luz en las tiendas físicas, pero sí en Internet. 
Aun así, los intentos de ambas por recuperar el éxito de ventas y el número de seguidores de antaño fue en vano. En la actualidad Selena ha aparcado su carrera musical en solitario y se dedica a otros proyectos.

## Discografía

### Álbumes de estudio
- 2001: Yo quiero bailar

### Sencillos
- 2001: "Yo quiero bailar"
- 2001: "Tequila"
- 2001: "Que viva la noche"
- 2001: "Deja que mueva"
- 2011: "Yo quiero bailar 2011 (Reloaded Radio Mix)"
- 2024: "Reinas"

### En solitario
Selena Leo
- 2002: "Yo quiero Bailar" en solitario (Álbum) México y US
- 2002: "Nada volverá a ser igual" (+120.000 copias vendidas) Disco de Oro
- 2005: "Que le den Candela" Álbum
- 2006: "Quitame ese Hombre" Sencillo
- 2007: "Latinos del Mundo" Álbum

Sonia Madoc
- 2006: "Bajo la lluvia" (Sencillo)
- 2011: "Crazy for Love" (Sencillo)
- 2011: "Dame Vida" (Sencillo)
- 2012: "Bienvenido a la fiesta (Jordi MB Remix)" (+200.000 reproducciones) (Sencillo)
- 2013: "Yo Quiero Bailar (Solitario)" (Sencillo)
- 2013: "Yo Quiero Besar (Pride Barcelona)" (Sencillo)
- 2013: "Bailemos en el sol" (Sencillo)
- 2015: "Todos a La Bahía" (Sencillo)

## Filmografía

### Programas de televisión
| Año  | Programa           | Cadena | Notas         |
| ---- | ------------------ | ------ | ------------- |
| 2001 | Eurocanción 2001   | La 1   | Participantes |
| 2024 | La revuelta        | La 1   | Invitadas     |
| 2025 | Benidorm Fest 2025 | La 1   | Participantes |